# Serbia en los Juegos Olímpicos de Vancouver 2010
Serbia estuvo representada en los Juegos Olímpicos de Vancouver 2010 por un total de  deportistas que compitieron en  deportes.  
La portadora de la bandera en la ceremonia de apertura fue la esquiadora Jelena Lolović. El equipo olímpico serbio no obtuvo ninguna medalla en estos Juegos.